# Coalición por un Nuevo Partido Socialista
Coalición por un Nuevo Partido Socialista (CNPS) fou una coalició electoral d'extrema esquerra creada el 1992 pel Partit Obrer Socialista Internacionalista (POSI), Alianza Democrática Socialista (ADS) i Democràcia Socialista. A les eleccions generals espanyoles de 1993 va obtenir uns resultats minsos. A les eleccions generals espanyoles de 1996 POSI i ADS formaren una nova coalició anomenada Coalició Republicana, que només va obtenir 2.744 vots (0,01%).